# Heteroscada karschina
Heteroscada karschina is een vlinder uit de familie Nymphalidae. De wetenschappelijke naam van de soort is voor het eerst geldig gepubliceerd in 1792 door Johann Friedrich Wilhelm Herbst.